# Мамбере-Кадеи
Мамбере-Кадеи (фр. Mambéré-Kadéï; санго Sêse tî kömändâ-kötä tî Mambere-Kadei) — префектура на западе Центральноафриканской Республики.
- Административный центр — город Берберати.
- Площадь — 30 203 км², население — 289 688 человек (2003 год).

## География
Граничит на севере с префектурой Нана-Мамбере, на северо-востоке с префектурой Омбелла-Мпоко, на востоке с префектурой Лобае, на юге с экономической префектурой Санга-Мбаере, на западе с Камеруном.
Через территорию Мамбере-Кадеи в направлении с севера на юг текут реки Бумбе, Кадеи, Мамбере и Мбаере (бассейн реки Убанги).

## Субпрефектуры
- Берберати
- Карнот
- Гамбула